# Reg Empey, Baron Empey

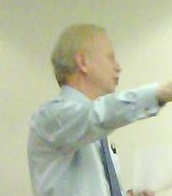
Reg Empey, Baron Empey, 2013

Reginald „Reg“ Norman Morgan Empey, Baron Empey Kt OBE (* 26. Oktober 1947 in Belfast) ist ein britischer Politiker der Ulster Unionist Party (UUP), der 2001 für einige Monate kommissarisch Erster Minister von Nordirland und zwischen 2005 und 2010 Parteiführer der UUP war sowie seit 2011 als Life Peer Mitglied des House of Lords ist.

## Leben

### Zweimaliger Oberbürgermeister von Belfast
Empey begann Mitte der 1980er Jahre sein Engagement in der Kommunalpolitik Nordirlands und war zwischen 1985 und 2010 Mitglied des Stadtrates von Belfast (Belfast City Council). Nachdem er von 1989 bis 1990 erstmals Oberbürgermeister (Lord Mayor) von Belfast war, gehörte er 1991 erstmals zum Verhandlungsteam der Ulster Unionist Party bei den Brooke-Mayhew-Gesprächen zur Beendigung des Nordirlandkonflikts. Im Anschluss war er von 1992 bis 2001 Mitglied der Polizeiverwaltung Nordirlands (Police Authority of Northern Ireland).
Empey war von 1993 bis 1994 erneut Oberbürgermeister von Belfast und danach zwischen 1996 und 2004 Vizepräsident des Ulster Unionist Council, des Rates der UUP. In dieser Funktion nahm er zwischen 1996 und 1998 an den Castle Buildings-Gesprächen zur endgültigen Beilegung des Nordirlandkonflikts teil. Zwischenzeitlich war er von 1994 bis 2002 auch Mitglied des EU-Ausschusses der Regionen.

### Erfolglose Unterhauskandidaturen und kommissarischer Erster Minister Nordirlands
Bei den Unterhauswahlen am 1. Mai 1997 kandidierte Empey für die Ulster Unionist Party im Wahlkreis Belfast East erstmals ohne Erfolg für ein Mandat im House of Commons. Nach der Beilegung des Nordirlandkonflikts wurde er für die UUP am 25. Juni 1998 zum ersten Mal als Mitglied in die Northern Ireland Assembly gewählt, das Parlament Nordirlands. Dort vertrat er nach seinen Wiederwahlen am 26. November 2003 und 7. März 2007 bis zu seinem Mandatsverzicht im Januar 2011 den Wahlkreis Belfast East.
1999 wurde Empey, der im selben Jahr zum Knight Bachelor geschlagen wurde und fortan den Namenszusatz „Sir“ trug, vom Ersten Minister David Trimble als Minister für Unternehmen, Handel und Investitionen in die Regierung Nordirlands berufen und bekleidete dieses Amt bis 2002. Als dessen Nachfolger wurde er am 1. Juli 2001 kommissarisch selbst Erster Minister und übte dieses Amt bis zu seiner Ablösung durch Trimble am 1. November 2001 aus.
Nach seinem Ausscheiden aus der nordirischen Regierung wurde er 2003 erst Stellvertreter Trimbles als Parteiführer der UUP, ehe er zwischen 2005 und 2010 als dessen Nachfolger selbst Parteiführer der UUP war. Als solcher kandidierte er für die UUP abermals ohne Erfolg bei den Unterhauswahlen am 5. Mai 2005 im Wahlkreis Belfast East abermals ohne Erfolg für einen Sitz im House of Commons.
2007 wurde Empey, der auch als Officer des Order of the British Empire ausgezeichnet wurde, vom damaligen Ersten Minister Nordirlands, Ian Paisley, als Minister für Beschäftigung und Ausbildung wieder in die Regierung Nordirlands berufen und übte diese Funktion auch unter Paisleys Nachfolger Peter Robinson bis 2010 aus. Bei den britischen Unterhauswahlen am 6. Mai 2010 kandidierte er schließlich zum letzten Mal für ein Mandat im House of Commons, erlitt aber auch diesmal für die Ulster Conservatives and Unionists im Wahlkreis South Antrim eine Wahlniederlage und verpasste damit erneut den Einzug ins House of Commons. Nach seinem Rücktritt als Parteiführer der UUP wurde Tom Elliott am 22. September 2010 zu seinem Nachfolger in diesem Amt gewählt.

### Oberhausmitglied
Nach seinem Ausscheiden aus der Northern Ireland Assembly wurde Empey durch ein Letters Patent vom 15. Januar 2011 als Life Peer mit dem Titel Baron Empey, of Shandon in the City and County Borough of Belfast, in den Adelsstand erhoben. Kurz darauf erfolgte am 19. Januar 2011 seine Einführung (Introduction) als Mitglied des House of Lords.
Im April 2012 wurde Lord Empey als Nachfolger von David Campbell Vorsitzender der Ulster Unionist Party.